# Villa Zaita (estación)
Villa Zaita es una estación de la Línea 1 del Metro de Panamá, que sirve como el término norte de la línea. Fue inaugurada el 25 de abril de 2024, y se ubica en el barrio de Villa Zaita, distrito de Panamá.

## Características
Esta estación contará con una terminal de buses y una zona exclusiva para taxis, además ofrece acceso directo a las nuevas instalaciones de la Policlínica de la Caja de Seguro Social, Dr. Edilberto Culiosis.